# 貞懿太后
貞懿太后（?—?）金氏，又作四炤夫人、四召夫人，新羅第37代君主宣德王金良相的母亲。
四炤夫人是第33代君主圣德王金兴光的女儿，嫁给角干金元訓之子海干金孝芳。惠恭王十六年（780年），金志貞叛乱，杀死四炤夫人的侄子惠恭王，时任上大等的金良相即位为王，即宣德王。从此武烈王、文武王的后代不再成为新罗国王。宣德王元年（780年），宣德王追封父亲金孝芳爲開聖大王，尊母四炤夫人金氏爲貞懿太后。

## 家族
- 父亲：33代王圣德王
- 母亲：炤德王后金氏
  - 兄弟：34代王孝成王金承庆、35代王景德王金宪英
  - 丈夫：追封開聖王金孝芳
    - 儿子：37代王宣德王金良相